# Манастир Лавра Светог Симеона Мироточивог
Манастир Стара варош је манастир Српске православне цркве кроз саборни храм Христовог васкрсења у Подгорици васкрсао је и манастир Лавра са храмом Светог Симеона Мироточивог, Дом патријарха Гаврила Дожића и Духовни центар на ушћу Рибнице у Морачу, у Старој вароши, на мјесту некадашњег Немањиног града.

## Историја
1474. године када је Мехмед II Освајач освојио Рибницу, данашњу Подгорицу, он је наредио доградњу тврђаве, која је ту постојала од 2. вијека п. н. е па до Светога Симеона, и назвао је Депедоген. Од тада, Турци су овдје владали као окупатори све до Берлинског конгреса (1878) када је Црна Гора, поред осталих градова повратила и Подгорицу, коју је црногорска војска ослободила на Савиндан, 27. јануара 1879. године. У данашње вријеме Немањин град је поново почео да васкрсава светом литијом Светог Симеона и обновом манастир Лавра са храмом који потиче највјероватније из 15. вијека.

## Садашњост
У Подгорици је 21. фебруара 2015. одржана традиционални Светосимеоновски сабор којим Митрополија црногорско-приморска сваке године завршава спомен на родоначелника светородне лозе Немањића Стефана Немању, потоњег Светог Симеона Мироточивог. Свету службу у саборном храму Христовог васкрсења служио је архиепископ цетињски и митрополит црногорско-приморски Амфилохије са шесторицом епископа наше помјесне Цркве – бихаћко-петровачким Атанасијем, будимљанско-никшићким Јоаникијем, полошко-кумановским Јоакимом, брегалничким Марком, нишким Јованом и пакрачко-славонским Јованом, и многобројним свештенством. Након Литургије улицама Подгорице је прошла Светосимеоновска литија, предвођена архијерејима и свештенством. На Немањином граду, на ушћу Рибнице у Морачу, благосиљан је славски колач и одржана духовна академија.
Потом је на Немањином граду, обављено освећење катакомбне црквице манастира – Лавре Светог Симеона Мироточивог и Духовног центра.
Данас у оквиру манастира – Лавре Светог Симеона Мироточивог на Немањином граду имамо обновљени храм Светог Симеона Мироточивог, конак са Духовним центром, Дом Патријарха Гаврила Дожића, као и метох у мјесту Брскут, са храмом Рођења Пресвете Богородице и конаком чија је обнова у току. Манастир  Лавра Светог Симеона Мироточивог на Немањином граду у будућности ће служити и као зимска резиденција митрополита црногорско – приморских.
У манастирској порти се налази и споменик Стефану Немањи – Преподобном Симеону Мироточивом, постављен у марту 2018. године, рад вајара проф. Миодрага Живковића.